# 米奇·海契
米奇·海契（Mickey Hatcher，1955年3月15日—H），來自亞利桑那州梅薩（Mesa），前美國職棒大聯盟球員，現任大聯盟教練。值得回憶的是，1988年世界大賽中，他替補因傷缺陣的柯克·吉卜森上場，成績19打數打出7支安打，打擊率.368。
有不少人，尤其是1988年世界大賽冠軍洛杉磯道奇隊隊成員，都欣賞海契有趣的球風，更好玩的是，他還在「米老鼠俱樂部」之歌中獻聲。
海契目前擔任洛杉磯安那罕天使隊的打擊教練，而總教練是他1988年道奇隊的冠軍隊友麥克·梭夏，他們一起率天使獲得2002年世界大賽的世界大賽冠軍。

## 外部連結
- 米奇·海契在美國職棒（英语）
- 米奇·海契在Baseball-Reference.com（大聯盟）（英语）
- 米奇·海契在Baseball-Reference.com（小聯盟以及海外聯盟）（英语）
- 米奇·海契在ESPN（MLB）（英语）
- 米奇·海契在FanGraphs.com（英语）
- 米奇·海契在The Baseball Cube（英语）